# Kremlin (Oklahoma)
Kremlin es un pueblo ubicado en el condado de Garfield en el estado estadounidense de Oklahoma. En el año 2010 tenía una población de 255 habitantes y una densidad poblacional de 364,29 personas por km².

## Geografía
Kremlin se encuentra ubicado en las coordenadas 36°32′52″N 97°49′56″O / 36.54778, -97.83222 (36.547642, -97.832236).

## Demografía
Según la Oficina del Censo en 2000 los ingresos medios por hogar en la localidad eran de $35,417 y los ingresos medios por familia eran $38,438. Los hombres tenían unos ingresos medios de $31,458 frente a los $22,000 para las mujeres. La renta per cápita para la localidad era de $14,156. Alrededor del 4.2% de la población estaban por debajo del umbral de pobreza.